# تاريخ الهندسة الميكانيكية
الالهندسة الميكانيكيةية فرع هندسي يتمحور حول مفهوم استخدام مضاعِفات القوى (الفائدة الآلية) والعناصر المتحركة والآلات. تستخدم الهندسة الميكانيكية علوم الرياضيات والفيزياء وعلوم المواد وتقنيات الهندسة. وهي أحد أقدم وأوسع الفروع الهندسية.

## فجر الحضارة حتى العصور القديمة الأولى
برزت الهندسة في بداية الحضارة كفرع عام لبناء هياكل ضخمة في مجالات كالسقاية والعمارة والمشاريع العسكرية. سمح التقدم في إنتاج الطعام عبر السقاية لجزء من الشعب أن يصبحوا اختصاصيين في بابل القديمة.
كانت كل الآلات البسيطة الست معروفةً في الشرق الأدنى القديم. عُرف الإسفين والمستوي المائل (الرمبة) منذ ما قبل التاريخ. اختُرعت العجلة، وآلية العجلة والمحور، في بلاد الرافدين (العراق الحالية) في الألفية الخامسة قبل الميلاد. ظهرت آلية العتلة لأول مرة قبل نحو 5000 سنة في الشرق الأدنى، حيث استُخدمت في ميزان بسيط ذي كفتين، وفي تكنولوجيا المصريين القدماء لتحريك الأشياء الكبيرة. استُخدمت العتلة أيضًا في آلة الشادوف لرفع الماء، وفي أول آلة رافعة، والتي ظهرت في بلاد الرافدين (ما بين النهرين) نحو 3000 قبل الميلاد، ومن ثم في تكنولوجيا المصريين القدماء نحو 2000 قبل الميلاد. تعود أولى الأدلة على استخدام البكرات إلى بلاد الرافدين في أوائل الألفية الثانية قبل الميلاد، ومصر القديمة خلال عهد الأسرة الثانية عشر (1991-1802 ق.م.). ظهر اللولب لأول مرة في بلاد الرافدين، خلال حقبة الإمبراطورية الآشورية الحديثة (911-609) قبل الميلاد، ليكون آخر آلة بسيطة اختراعًا. بنيت الأهرامات المصرية باستخدام ثلاث من الآلات البسيطة الست، المستوي المائل والإسفين والعتلة، لبناء أبنية كالهرم الأكبر في الجيزة.
تميز الآشوريون باستخدامهم الميتالورجيا (علم الفلزات أو علم المعادن) واستخدام الأسلحة الحديدية. كانت العديد من التطورات التي قاموا بها في مجال التجهيزات العسكرية. وفي حين لم يكونوا أول من طور العجلة والعربة، إلا أنهم أضافوا إليهما تحسينات. استخدموا محاور قابلة للدوران في عرباتهم، ما يسمح بانعطاف سلس للمركبة. وكانوا أيضًا من أوائل الجيوش الذين استخدموا أبراج الحصار المتحركة وعربات اقتحام الحصون.
يمكن ملاحظة تطبيق الهندسة الميكانيكية في دواوين (أرشيفات) العديد من المجتمعات القديمة. ظهرت البكرات في بلاد الرافدين عام 1500 قبل الميلاد، محسنةً طرق نقل المياه. اكتشف عالم الآثار الألماني روبرت كولديفّي أن الحدائق المعلقة استخدمت على الأغلب مضخة ميكانيكية تشغلها هذه البكرات لنقل المياه إلى الحدائق المرتفعة. تقدمت شعوب بلاد الرافدين أكثر بحلول 1200 قبل الميلاد من خلال «استبدال الحركة المستمرة بالمتقطعة والحركة الدائرية بالترددية».
في مصر القديمة، تمثل المضخة اللولبية مثالًا آخرعلى استخدام الهندسة لزيادة فعالية نقل المياه. مع أن المصريين الأوائل بنوا أبنية ضخمة كالأهرامات، إلا أنهم لم يطوروا البكرات لرفع الحجارة الكبيرة، وقليلًا ما استخدموا العجلة.
ظهرت أولى الآلات العملية التي تستخدم جريان الماء كمصدر طاقة، وهي الناعورة وطاحونة الماء، في الإمبراطورية الفارسية، فيما يشكل اليوم العراق وإيران، بحلول بدايات القرن الرابع قبل الميلاد.
في اليونان القديمة، طور أرخميدس (287-212 قبل الميلاد) عدة نظريات أساسية في حقل الهندسة الميكانيكية بما فيها الفائدة الميكانيكية، قانون العتلة، وقانون «أرخميدس» المسمى باسمه. في مصر البطلمية، طور متحف الإسكندرية بكرات رفع ذات مجموعات (أزواج) بكرات لرفع الصخور. هذه الرافعات كانت تعمل بواسطة طواحين (عجلات) سير يقودها الإنسان وكانت مصنوعة على أساس أنظمة بكرات المياه في بلاد الرافدين. طور الإغريق لاحقًا مدفعية ميكانيكية بشكل مستقل عن الصينيين. كانت تطلق الأسهم في البداية، لكن التطويرات المضافة سمحت بإلقاء الحجارة على حصون وتشكيلات العدو العسكرية.

## أواخر العصور القديمة حتى العصور الوسطى
في مصر الرومانية، صنع هيرو السكندري (تقريبًا 10-70 م.) أول جهاز يعمل على البخار، محرك هيرو. الأول من نوعه، لم يكن يملك القدرة على تحريك أي شي أو تزويد أي شيء بالاستطاعة سوى دورانه الذاتي.
في الصين، طور زانغ هينغ (78-139 م.) ساعة مائية واخترع آلة قياس اهتزازات. اخترع ما جون (200-265 م.) عربة ذات مسننات تفاضلية.
يذكر التاريخ أن ليو الفيلسوف عمل على تطوير نظام إشارة باستخدام ساعات في الإمبراطورية البيزنطية عام 850، واصلًا القسطنطينية بالجبهة الصقلية وكان استمرارًا لساعات المدن المعقدة الموجودة في روما الشرقية. انتشرت هذه الآلات الكبيرة في الإمبراطورية العربية تحت حكم هارون الرشيد.
من الآلات الميكانيكية الكبيرة أيضًا آلات الأورغن الموسيقية، التي أعيد تقديمها عام 757 عندما أهدى قسطنطين الخامس إحداها إلى الملك بّيبّين القصير.
باستثناء بعض الآلات، تعطل تطور الهندسة والعلوم في الغرب بسبب انهيار الإمبراطورية الرومانية في نهاية العصور القديمة.

## العصور الوسطى

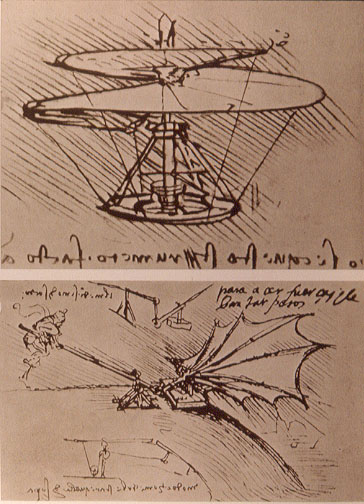
Leonardo da Vinci helicopter and lifting wing

أثناء العصر الذهبي الإسلامي (القرن السابع حتى القرن الخامس عشر)، كان للمخترعين المسلمين إسهامات هامة في حقل التكنولوجيا الميكانيكية. كتب الجزري، وهو أحد هؤلاء المخترعين، كتابه المشهور «الجامع بين العلم والعمل النافع في صناعة الحيل» عام 1206 واستعرض فيه العديد من التصاميم الهندسية. كان الجزري أيضًا أول شخص عرف أنه صنع أجهزة كالعمود المرفقي وعمود الحدبات (الكامات)، وهما يشكلان اليوم أساس الكثير من الآليات (الميكانيزمات).
ظهرت أولى الآلات العاملة على الرياح، طاحونة الهواء ومضخة الهواء، في العالم الإسلامي أثناء العصر الإسلامي الذهبي، فيما يعرف اليوم بإيران وأفغانستان وباكستان، بحلول القرن التاسع عشر للميلاد. كانت أول آلة عملية تعمل على البخار شواية أو آلة تحميص بخارية تقودها عنفة بخارية، وقد وصفها تقي الدين محمد بن معروف عام 1551 في مصر العثمانية.
اختُرع محلج القطن في الهند بحلول القرن السادس للميلاد، واختُرعت عجلة الغزل في العالم الإسلامي بحلول بدايات القرن الحادي عشر، وكلاهما كان أساسيًّا لتطور صناعة القطن. كان محلج القطن أيضًا سلف دولاب الغزل، الذي مثل تطورًا هامًّا خلال بدايات الثورة الصناعية في القرن الثامن عشر. اخترع الجزري عمود الحدبات والعمود المرفقي في شمال بلاد الرافدين نحو عام 1206، وأصبحا فيما بعد محوريين للآلات الحديثة كالمحرك البخاري، ومحركات الاحتراق الداخلي، والتحكم الآلي (الأتمتة).
طُورت أولى الآلات القابلة للبرمجة في العالم الإسلامي. آلة تسجيل موسيقي، آلة موسيقية قابلة للبرمجة، كانت أولى أنواع الآلات القابلة للبرمجة. كانت أول آلة تسجيل موسيقي عازف ناي آلي اخترعه بنو موسى (أخوان). وهو موصوف في مؤلَّفهما «كتاب الحيل»، في القرن التاسع. في عام 1206، اخترع الجزري آلات مؤتمة/روبوتات القابلة للبرمجة. وصف أربع آلات موسيقية مؤتمتة، تتضمن قارعات طبول تعمل بآلة قرع طبول مبرمجة، يمكن جعلها تعزف ألحانًا مختلفة وإيقاعات طبل مختلفة. ساعة القلعة، ساعة ميكانيكية فلكية تعمل بالماء اخترعها الجزري، كانت أول حاسوب (كمبيوتر) تماثلي قابل للبرمجة.
أدخل الساعاتي والمهندس الصيني من العصور الوسطى سو سونغ (1020-1101 م.) آلية ميزان الساعة في ساعته الفلكية البرجية قبل قرنين من اكتشاف آلية ميزان الساعة في ساعات القرون الوسطى في أوروبا واخترع أيضًا أول جنزير ناقل للاستطاعة بدون حلقات طرفية عرفه العالم.
شهدت العصور الوسطى تبنيًا واسعًا للآلات؛ للمساعدة في إنجاز العمل. سمحت الأنهار الكثيرة في إنجلترا وشمال أوروبا باستخدام قدرة المياه الجارية. أصبحت طواحين الماء أساسية في إنتاج العديد من البضائع كالطعام والقماش والجلد والورق. كانت هذه من أوائل الآلات التي استخدمت التروس والمسننات، التي حسنت كثيرًا إنتاجية الطواحين. سمح عمود الحدبات (الكامات) للقوة الدورانية أن تتحول إلى قوة اتجاهية. وبشكل أقل انتشارًا، استُغلت أيضًا ظاهرة المد والجزر في المسطحات المائية.
أصبحت طاقة الرياح فيما بعد مصدر الطاقة الجديد في أوروبا، معوضةً عن الطواحين المائية. انتقل هذا التطور خارج أوروبا إلى الشرق الأوسط أثناء الحملات الصليبية.
تطورت الميتالورجيا (علم المعادن) بدرجة كبيرة أثناء العصور الوسطى، إذ سمح الحديد الأعلى جودة بصنع هياكل وتصاميم أصلب. وفرت الطواحين والاستطاعة الميكانيكية موارد ثابتة من ضربات المطارق المعدنية والهواء من منافيخ الهواء.

## عصر النهضة الأوروبية
خلال القرن السابع عشر، حدثت اكتشافات هامة في أساسات الالهندسة الميكانيكية ية في إنجلترا. صاغ إسحق نيوتن قوانين نيوتن للحركة وطور علم الحساب التفاضلي، الأساس الرياضي للفيزياء. امتنع نيوتن عن نشر أعماله لسنوات، لكن زملاءه أقنعوه بذلك في النهاية، ومنهم السير إدموند هالي، لما فيه نفع البشرية كلها. ينسب إلى غوتفريد ويلهيلم لايبنيتز أيضًا الفضل في اكتشاف علم الحساب التفاضلي في نفس الفترة الزمنية.
كان ليوناردو دافنشي مهندسًا مشهورًا، درس وصمم العديد من المنظومات الميكانيكية التي تمحورت حول النقل والاستخدامات الحربية. قورنت تصاميمه لاحقًا بالتصاميم الأولى للطيارات.
مع أن طاقة الرياح وفرت مصدرًا للطاقة بعيدًا عن ضفاف الأنهار وشهدت تحسينات عملاقة في طرق استغلالها، إلا أنها لم تتمكن من استبدال الطاقة القوية والثابتة التي توفرها طواحين الماء كليًّا. بقيت المياه المصدر الأساسي للطاقة في الصناعات المدنية قبل الصناعية خلال سنوات النهضة.

## الثورة الصناعية
بنهاية عصر النهضة، بدأ العلماء والمهندسون بإجراء الاختبارات على طاقة البخار. واجهت معظم الأجهزة المركبة في البداية مشاكل انخفاض الاستطاعة، عدم الفاعلية، أو الخطر. برزت الحاجة إلى إيجاد مصدر طاقة فعال واقتصادي عند فيضان المناجم العميقة في إنجلترا، والتي لم يكن من الممكن تفريغها من الماء بطرق بديلة. أول تصميم عامل تمثل في براءة اختراع توماس سيفري عام 1698. عمل باستمرار على تحسين وتسويق اختراعه حول إنجلترا. وفي نفس الوقت، بينما كان يعمل آخرون على إجراء تحديثات على تصميم سيفري، الذي لم يكن ينقل الحرارة بشكل فعال.
استخدم توماس نيوكومان كل تطويرات المهندسين قبله ليطور محرك نيوكومان الجوي. يخفض هذا التصميم الجديد الضياعات الحرارية بشكل كبير جدًّا، ويدفع الماء مباشرة من المحرك، ويسمح ببناء العديد من النسب والأحجام.
أتت الثورة الصناعية بالمصانع العاملة على طاقة البخار التي تستثمر مفاهيم الهندسة الميكانيكية. هذه التطورات سمحت بازدياد مذهل في حجم الإنتاج وأرقامه وفعاليته.
خلال القرن التاسع عشر، بدأت تطورات علوم المواد السماح بإدخال المحركات البخارية في السيارات والسفن البخارية، ما زاد فورًا السرعة التي يمكن نقل البضائع والأشخاص بها حول العالم. كان سبب هذه التطورات آلات تشغيل المعادن التي طورت في إنجلترا وألمانيا واسكتلندا. سمحت هذه الآلات لالهندسة الميكانيكية بالتطور كفرع مستقل عن باقي الهندسات. وأحضرت معها آلات التصنيع والمحركات اللازمة لتزويدها بالطاقة.
باقتراب نهاية الثورة الصناعية، جلبت تكنولوجيا محركات الاحتراق الداخلي معها الطائرات والسيارات العاملة على المكابس. تطورت هندسة الطيران فيما بعد في بداية القرن العشرين كفرع من الالهندسة الميكانيكية ية، وضمت في النهاية علم الصواريخ.
استُعيض عن الفحم بمشتقات النفط للعديد من التطبيقات.

## العصر الحديث
بوصول الحواسيب في القرن العشرين، توافرت طرائق تصميم وتصنيع أدق للمهندسين. سمح التصنيع المؤتمت والمحوسب للعديد من المجالات أن تنبثق عن الهندسة الميكانيكية كالهندسة الصناعية. مع أن معظم السيارات لا تزال تعمل على البنزين، ظهرت المركبات الكهربائية كبديل مجدٍ اقتصاديًّا.
بسبب التعقيد المتزايد لمشاريع الهندسة؛ يتعاون مهندسون من مختلف الفروع الهندسية ويتخصصون في مجالات فرعية. من الأمثلة على عملية التشارك هذه حقل هندسة الروبوتيك، حيث يتخصص مهندسو كهرباء ومهندسو إلكترونيات ومهندسو ميكانيك ليعملوا معًا.

### جمعيات مهنية
شُكلت أول جمعية مهنية بريطانية لمهندسي الميكانيك عام 1847 تحت اسم «مؤسسة مهندسي الميكانيك»، بعد 30 سنة من تأسيس المهندسين المدنيين لأول جمعية من نوعها «مؤسسة المهندسين المدنيين».
في الولايات المتحدة، شُكلت الجمعية الأمريكية لمهندسي الميكانيك (آسمي) عام 1880، لتصبح ثالث جمعية مهنية هندسية من نوعها في البلاد بعد الجمعية الأمريكية للمهندسين المدنيين (1852) والمؤسسة الأمريكية لمهندسي المناجم (1871).

### التعليم
أولى المدارس التي قدمت تعليمًا خاصًّا بمهندسي الميكانيك في الولايات المتحدة كانت الأكاديمية العسكرية للولايات المتحدة عام 1817، ومعهدًا يعرف باسم جامعة نورويتش عام 1819، ومعهد رنسيلر بوليتكنيك عام 1825. تعليم الهندسة الميكانيكية ارتبط تاريخيًّا بأسس قوية في الرياضيات والعلوم.
بدأت العديد من الحكومات في القرن العشرين بقوننة لقب المهندس ومهنة الهندسة، طالبةً شهادة من جامعة معترف بها والنجاح في اختبار مؤهل.